# Resolutie 1563 Veiligheidsraad Verenigde Naties
Resolutie 1563 van de Veiligheidsraad van de Verenigde Naties werd op 17 september 2004 unaniem aangenomen door de VN-Veiligheidsraad, en verlengde de autorisatie van de NAVO-troepenmacht in Afghanistan met een jaar.

## Achtergrond
In 1979 werd Afghanistan bezet door de Sovjet-Unie, die vervolgens werd bestreden door Afghaanse krijgsheren. Toen de Sovjets zich in 1988 terugtrokken raakten ze echter slaags met elkaar. In het begin van de jaren 1990 kwamen ook de Taliban op. In september 1996 namen die de hoofdstad Kabul in. Tegen het einde van het decennium hadden ze het grootste deel van het land onder controle en riepen ze een streng islamitische staat uit.
In 2001 verklaarden de Verenigde Staten met bondgenoten hun de oorlog en moesten ze zich terugtrekken, waarna een interim-regering werd opgericht. Die stond onder leiding van Hamid Karzai die in 2004 tot president werd verkozen.

## Inhoud

### Waarnemingen
Het gezag van de centrale overheid van Afghanistan moest naar heel het land worden uitgebreid en er moesten ook vrije en eerlijke verkiezingen worden gehouden. Alle gewapende fracties moesten worden ontwapend en het leger en de politie hervormd. Ook moest verder gestreden worden tegen de handel in en productie van drugs.

### Handelingen
De Raad besloot de autorisatie van de ISAF vanaf 13 oktober met twaalf maanden te verlengen. De deelnemende landen mochten alle nodige maatregelen nemen om het mandaat uit te voeren. De ISAF moest ook versterkt worden, en de lidstaten werden opgeroepen eraan bij te dragen.

## Verwante resoluties
- Resolutie 1510 Veiligheidsraad Verenigde Naties (2003)
- Resolutie 1536 Veiligheidsraad Verenigde Naties
- Resolutie 1589 Veiligheidsraad Verenigde Naties (2005)
- Resolutie 1623 Veiligheidsraad Verenigde Naties (2005)

Lijst ·  1522 ·  1523 ·  1524 ·  1525 ·  1526 ·  1527 ·  1528 ·  1529 ·  1530 ·  1531 ·  1532 ·  1533 ·  1534 ·  1535 ·  1536 ·  1537 ·  1538 ·  1539 ·  1540 ·  1541 ·  1542 ·  1543 ·  1544 ·  1545 ·  1546 ·  1547 ·  1548 ·  1549 ·  1550 ·  1551 ·  1552 ·  1553 ·  1554 ·  1555 ·  1556 ·  1557 ·  1558 ·  1559 ·  1560 ·  1561 ·  1562 ·  1563 ·  1564 ·  1565 ·  1566 ·  1567 ·  1568 ·  1569 ·  1570 ·  1571 ·  1572 ·  1573 ·  1574 ·  1575 ·  1576 ·  1577 ·  1578 ·  1579 ·  1580